# مارك ولس
مارك ولس (بالإنجليزية: Mark Wells)‏ هو لاعب هوكي الجليد أمريكي، ولد في 18 سبتمبر 1957 في سانت كلير شورز في الولايات المتحدة.

## وصلات خارجية
- مارك ولس على موقع دوري الهوكي الوطني (الإنجليزية)
- مارك ولس على موقع EliteProspects.com (الإنجليزية)
- مارك ولس على موقع HockeyDB.com (الإنجليزية)
- مارك ولس على موقع أوليمبيديا (الإنجليزية)